# Policefalia

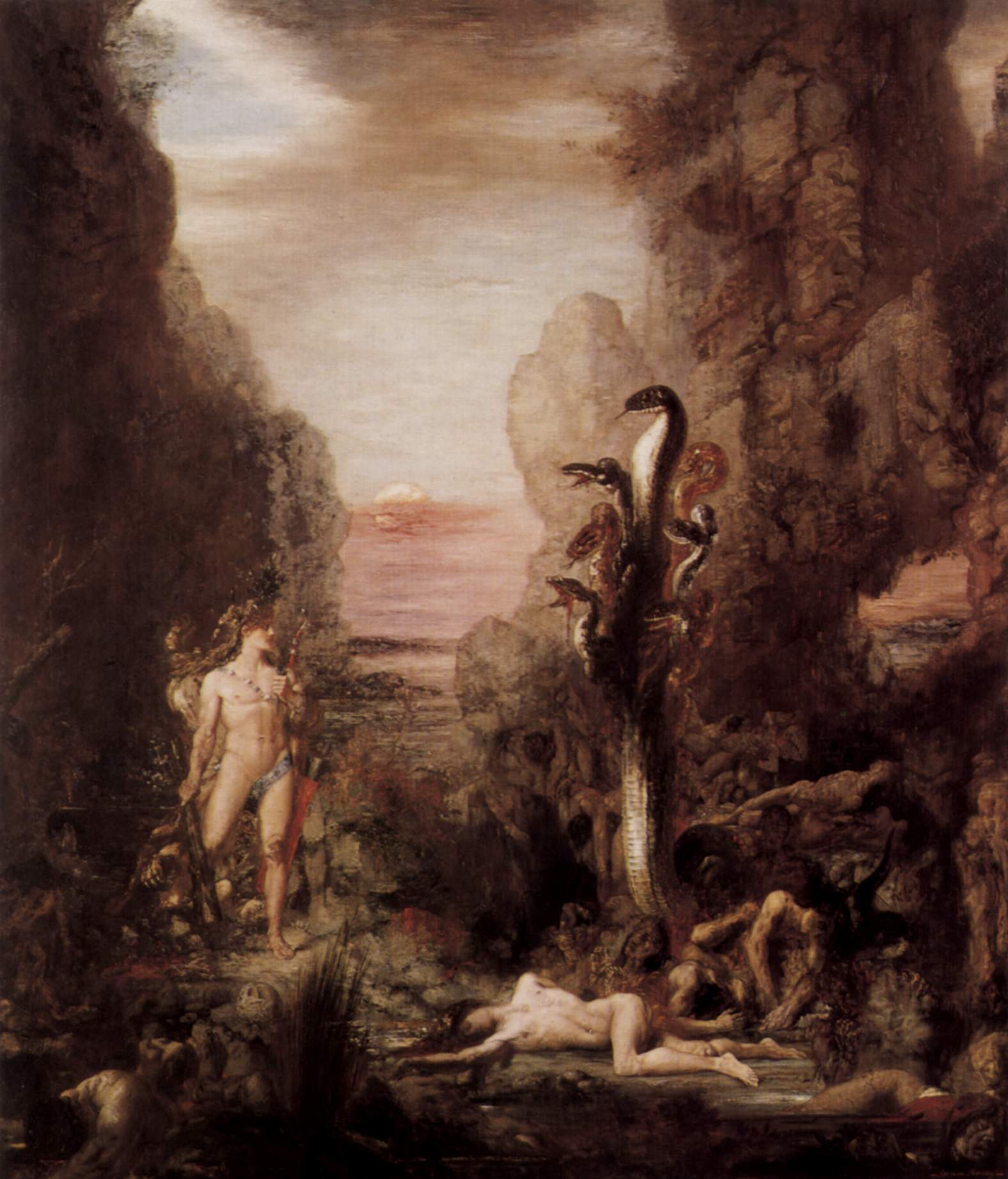
Heracles e a Hidra de Lerna por Gustave Moreau.

Policefalia é a condição fisiológica de o corpo do animal possuir mais de uma cabeça.
Existem muitas ocorrências de animais com policefalia, incluindo os que estão sujeitos à radiação.